# Toma Simionov
Toma Simionov (Crișan, 30 oktober 1955) is een Roemeens kanovaarder.
Simionov won op de Olympische Spelen samen met Ivan Patzaichin drie Olympische medailles; twee gouden medailles en een zilveren medaille.

## Belangrijkste resultaten

### Olympische Zomerspelen
| Editie | Plaats      | Resultaten         |
| ------ | ----------- | ------------------ |
| 1980   | Moskou      | C-2 1000m          |
| 1984   | Los Angeles | C-2 1000m C-2 500m |

### Wereldkampioenschappen vlakwater
| Jaar | Plaats     | Resultaten                           |
| ---- | ---------- | ------------------------------------ |
| 1978 | Belgrado   | C-2 1000 m · C-2 10000 m · C-2 500 m |
| 1979 | Duisburg   | C-2 1000 m                           |
| 1981 | Nottingham | C-2 1000 m · C-2 10000 m             |
| 1982 | Belgrado   | C-2 10000 m                          |
| 1983 | Tampere    | C-2 1000 m · C-2 10000 m             |

1936: Jan Brzák-Felix & Vladimír Syrovátka ·
1948: Jan Brzák-Felix & Bohumil Kudrna ·
1952: Finn Haunstoft & Bent Peder Rasch ·
1956: Alexe Dumitru & Simion Ismailciuc ·
1960: Leonid Geisjtor & Sergej Makarenko ·
1964: Andrei Chimitsj & Stepan Osjtsjepkov ·
1968: Serghei Covaliov & Ivan Patzaichin ·
1972: Vladislavas Česiūnas & Joeri Lobanov ·
1976: Sergej Petrenko & Aleksandr Vinogradov ·
1980: Ivan Patzaichin & Toma Simionov ·
1984: Ivan Patzaichin & Toma Simionov ·
1988: Nicolae Juravschi & Viktor Reneiski ·
1992: Ulrich Papke & Ingo Spelly ·
1996: Andreas Dittmer & Gunar Kirchbach ·
2000: Florin Popescu & Mitică Pricop ·
2004: Christian Gille & Tomasz Wylenzek ·
2008: Aliaksandr Bahdanovitsj & Andrei Bahdanovitsj ·
2012: Peter Kretschmer & Kurt Kuschela ·
2016: Sebastian Brendel & Jan Vandrey ·
2020: Fernando Jorge & Serguey Torres